# Ryan Babel
Ryan Guno Babel [rajen babl] (* 19. prosince 1986 Amsterdam) je nizozemský fotbalový útočník a bývalý reprezentant surinamského původu, od roku 2020 potřetí v kariéře působící v klubu AFC Ajax, kde hostuje z tureckého klubu Galatasaray SK.

## Klubová kariéra
Svůj profesionální debut si odbyl v AFC Ajax ve svých 17 letech.

10. července 2007 přestoupil z Ajaxu do Liverpool FC za 13,5 milionů liber.[zdroj?] Liverpoolu se upsal na 5 let. Svůj debut v dresu anglického klubu si odbyl hned 17. července v přátelském zápase proti Werderu Brémy. V lednu 2011 přestoupil do TSG 1899 Hoffenheim, kde podepsal smlouvu do roku 2013. Debut absolvoval 26. ledna 2011 v DFB-Pokalu proti FC Energie Cottbus. V roce 2012 se vrátil zpět do svého mateřského klubu AFC Ajax.
V letech 2013–2015 hrál za turecký klub Kasımpaşa SK. V červenci 2015 posílil Al Ajn FC ze Spojených arabských emirátů jako náhrada za odcházejícího slovenského záložníka Miroslava Stocha.

V září 2016 se vrátil do Evropy jako volný hráč a posílil španělský celek Deportivo de La Coruña.
První polovinu roku 2019 strávil ve Fulhamu a tu druhou jako hráč tureckého Galatasaray. Začátkem roku 2020 se potřetí vrátil do Ajaxu, tentokráte jako hostující hráč pro doplnění mužstva.

## Reprezentační kariéra

### Mládežnické reprezentace
Hrál na domácím Mistrovství světa hráčů do 20 let 2005 v Nizozemsku, kde jeho tým vypadl ve čtvrtfinále proti Nigérii v penaltovém rozstřelu. 

V roce 2007 byl součástí nizozemského týmu U21 na domácím Mistrovství Evropy hráčů do 21 let, kde Nizozemsko vybojovalo zlaté medaile. Dal gól v základní skupině A Portugalsku (výhra 2:1). V semifinále s Anglií došlo po výsledku 1:1 na penaltový rozstřel, v něm Babel svůj pokus proměnil a přispěl tak postupu do finále (rozstřel skončil poměrem 13:12 ve prospěch Nizozemska). Ve finále porazili Nizozemci Srbsko 4:1, Babel dal jeden gól a byl zvolen Hráčem zápasu.
S reprezentací do 23 let se zúčastnil také Letních olympijských her 2008 v Číně, kde byli Nizozemci vyřazeni ve čtvrtfinále Argentinou po výsledku 1:2 po prodloužení.

### A-mužstvo
V A-mužstvu Nizozemska debutoval 26. 3. 2005 v Bukurešti v kvalifikačním utkání na Mistrovství světa ve fotbale 2006 v Německu proti reprezentaci Rumunska a hned při svém debutu vsítil gól. Nizozemci porazili domácí Rumuny 2:0.
Zúčastnil se Mistrovství světa ve fotbale 2010, kde Nizozemci prohráli ve finále se Španělskem 0:1. Babel ale nezasáhl ani do jednoho zápasu na turnaji.